# Modo indicativo (gramática)
El modo indicativo es un modo gramatical que tienen diversas lenguas que distinguen las modalidades "realis" frente a "irrealis", entre ellas muchas lenguas indoeuropeas. El modo indicativo es la forma usual para hablar de hechos reales o hechos que se tienen por ciertos.
En las lenguas que tienen modo indicativo este modo se opone a otros modos que expresan hecho hipotético, hecho deseado o hecho esperado; estos modos reciben diversos nombres como modo subjuntivo, modo potencial, modo optativo, modo imperativo, etc.
En muchas lenguas, el modo indicativo es uno de los modos más utilizados, tanto en la lengua escrita como en la oral. Además, casi cualquier hecho que no se pueda expresar en otra lengua se expresa en este modo.

## Modo indicativo en español
El español usa abundantemente la diferencia entre el modo indicativo y el modo subjuntivo. En oraciones enunciativas no subordinadas, el modo más frecuente es el indicativo, usado para referirse a hechos reales o conjeturados como ciertos. Algunos ejemplos:
(1a) Pedro está montando en bicicleta
(2a) Juan estudia en su cuarto
(3a) Yo como galletas
El carácter realis de estas oraciones puede compararse con estas otras de carácter irrealis:
(1b) Puede que Pedro esté montando en bicicleta
(2b) No creo que Felipe estudie en su cuarto
(3b) El que coma galletas aquí, será expulsado

## Modo indicativo en otras lenguas

### En francés
Al igual que en español, el indicativo (en francés: indicatif) enuncia principalmente un hecho, realizado o no (puede verse afectado por una negación o de una interrogación): La terre est ronde (la tierra es redonda); Jacques n'est pas venu (Jacques no vino).
El indicativo se opone entonces a la expresión de una voluntad, una posibilidad, un deseo (subjuntivo) o una orden (imperativo). Por otro lado, el indicativo francés presenta al menos ocho tiempos, de los cuales cuatro son simples (présent, futur simple, passé simple, imparfait) y los otros cuatro son compuestos (passé composé, futur antérieur, plus-que-parfait, passé antérieur).

### En inglés
El indicativo (en inglés: indicative) es mucho más empleado que en el español, sobre todo en la lengua hablada y en contextos informales. Además de los usos ya mencionados, se le usa para expresar deseos, posibilidades o voluntades, cumpliendo en algunas ocasiones con las funciones que el subjuntivo haría en el caso de la mayoría de lenguas romances, como por ejemplo: Unless he wants to do it, 'a menos que quiera hacerlo' (como puede apreciarse, en el inglés se usa la expresión he wants, que está en indicativo; en la traducción se observa la frase que quiera, que está en subjuntivo).
El indicativo presenta en inglés doce tiempos (en inglés: tenses): tres simples (simple present, simple past, simple future), tres perfectos (present perfect, past perfect, future perfect) y cada uno con los respectivos aspectos progresivos.